# 贝日格勒区
贝日格勒区，斯洛文尼亚首都卢布尔雅那城市市镇所屬的一个区。总面积7.2平方公里，总人口32,691。